# Ocyceros gingalensis
Ocyceros gingalensis là một loài chim trong họ Bucerotidae.